# Общая топология
О́бщая тополо́гия (теоре́тико-мно́жественная тополо́гия) — раздел топологии, в котором изучаются понятия непрерывности и предела в наиболее общем смысле.
Традиционный подход к общей топологии — теоретико-множественный. Множество называется топологическим пространством, когда задано определённое семейство его открытых подмножеств, удовлетворяющее аксиомам.
Возможно много способов задания структуры топологического пространства на одном множестве: от дискретной до нехаусдорфовой антидискретной (тривиальной) топологии, склеивающей все точки вместе.
Базовые понятия теории множеств, такие как множество, функция, ординальные числа, кардинальные числа, аксиома выбора, лемма Цорна, не являются предметом общей топологии, но активно ею используются. Общая топология включает следующие разделы: свойства топологических пространств и их отображений, операции над топологическими пространствами и их отображениями, классификация топологических пространств. Самостоятельное направление общей топологии — теория размерности.
В отличие от дифференциальной и алгебраической топологии, общая топология сосредоточена на изучении наиболее общего вида непрерывных отображений топологических пространств друг в друга, а не в пространства, наделённые более сложными структурами, прежде всего — алгебраическими.
Глоссарий общей топологии включает такие понятия как окрестности, замыкания множеств (а также внутренности), компактность множеств, сходимость последовательностей и фильтров. Понятие предела функции, вводимое в общей топологии, допускает дальнейшее обобщение в рамках теории псевдотопологических пространств.

## История
Общая топология зародилась в конце XIX века и оформилась в самостоятельную математическую науку в начале XX веке.
Основополагающие работы принадлежат Феликсу Хаусдорфу, Анри Пуанкаре, Павлу Александрову, Павлу Урысону, Лёйтзену Брауэру.
В частности, была решена одна из главных задач общей топологии — нахождение необходимых и достаточных условий метризуемости топологического пространства.
Наиболее бурное развитие общей топологии как самостоятельной ветви знания происходило в середине XX века, к началу XXI века она скорее является вспомогательной дисциплиной, «обслуживающей» многие области математики: алгебраическую топологию, функциональный анализ, комплексный анализ, теорию графов.